# Szczecin Załom
Szczecin Załom – przystanek osobowy w Załomiu, dzielnicy Szczecina. Położony jest przy ul. Produkcyjnej.

## Ruch pasażerski
| Rok  | Wymiana pasażerska na dobę |
| ---- | -------------------------- |
| 2017 | 10-19                      |
| 2022 | 100-149                    |

## Położenie
Odległość od przystanku do ważniejszych stacji w pobliżu:
- Szczecin Dąbie: 6,6 km
- Goleniów: 16,3 km
- Szczecin Główny: 21,6 km

Stacje sąsiadujące (czynne):
- Kliniska: 4,6 km

## Informacje ogólne
Na przystanku osobowym Szczecin Załom zatrzymują się tylko pociągi osobowe. W 2011 nastąpiła likwidacja stacji i zastąpienie jej przystankiem osobowym. Modernizacja obejmowała wyprostowanie łuków stacyjnych w torze nr 1, zmianie geometrii toru nr 2, likwidacji peronu wyspowego, oraz wybudowaniu nowego peronu krawędziowego nr 2 przy torze nr 1. Modernizacji dokonała firma Schweerbau GmbH Co. & KG. Jest ostatnią w granicach miasta na linii do Goleniowa. Ok. 1 km przed wjazdem na stację (od strony Dąbia) znajduje się bocznica do Fabryki Kabli Załom. Najbliżej zlokalizowany przystanek ZDiTM to „SKM Załom (Kablowa)”.
Przy dworcu kolejowym zaczynają się dwa szlaki: 
- niebieski szlak Anny Jagiellonki do Stargardu
- czerwony szlak Rekowski do Rekowa.